# Homer Albert Norris
Homer Albert Norris (* 4. Oktober 1860 in Wayne/Maine; † 14. August 1920 in New York City)
war ein US-amerikanischer Organist, Musikwissenschaftler und Komponist.
Norris studierte am New England Conservatory bei George W. Marston, Edward Danforth Hale, Stephen Albert Emery und
George W. Chadwick. Er setzte seine Ausbildung in Frankreich bei Théodore Dubois, Alexandre Guilmant, Benjamin Godard und
Eugène Gigout fort. 
Nachdem er Organistenstellen in Lewiston, Portland/Maine  und an der Ruggles St. Baptist Church in Boston innehatte, wurde er 1904
Organist an der St. George's Church in New York. Mit Büchern zum Kontrapunkt und zur praktischen Harmonielehre wurde Norris als
Musiktheoretiker bekannt. Er komponierte Lieder, Chor- und Orchesterwerke.

## Kompositionen
- Alleluia, Lied
- Land of Nod, Lied
- Three Roses Red, Lied
- There, Little Girl Don't Cry, Lied
- Cradle Song, Lied
- Zoroaster, Konzertouvertüre
- Nain, Kantate
- Lamb of God für gemischten Chor

## Schriften
- Practical harmony : a comprehensive system of musical theory on a French basis
- The art of counterpoint